# 阿什站
阿什站位于吉林省吉林市丰满区，龙潭山站15公里，离大丰满站8公里。由中国铁路沈阳局集团有限公司管辖，是龙丰铁路上的一座四等站，其建于1948年。在历史上，该站曾为周边居民提供过列车乘降服务。2016年由于龙丰铁路被吉林市绕城高速所切断，该站停止运营。现已停止运营。